# Корнеев, Яков Фёдорович
Я́ков Фёдорович Корне́ев (1910—1952) — старший сержант Рабоче-крестьянской Красной Армии, участник Великой Отечественной войны, Герой Советского Союза (1944).

## Биография
Яков Корнеев родился 5 апреля 1910 года в деревне Кривошеевка (ныне — Нижнеломовский район Пензенской области). После окончания неполной средней школы работал в колхозе. В 1939—1940 годах проходил службу в Рабоче-крестьянской Красной Армии, участвовал в боях советско-финской войны. В 1941 году Корнеев повторно был призван в армию. С декабря того же года — на фронтах Великой Отечественной войны.
К сентябрю 1943 года старший сержант Яков Корнеев был начальником центральной телефонной станции роты связи 1183-го стрелкового полка 356-й стрелковой дивизии 61-й армии Центрального фронта. Отличился во время битвы за Днепр. 28 сентября 1943 года Корнеев переправился через Днепр в районе села Новосёлки Репкинского района Черниговской области Украинской ССР и проложил линию связи, установив связь с частями на плацдарме. Несмотря на полученное ранение, Корнеев не покинул своего поста, в течение четырёх часов находясь в осенней воде, Корнеев устранял повреждения кабеля.
Указом Президиума Верховного Совета СССР «О присвоении звания Героя Советского Союза генералам, офицерскому, сержантскому и рядовому составу Красной Армии» от 15 января 1944 года за «образцовое выполнение боевых заданий командования по форсированию реки Днепр и проявленные при этом мужество и героизм» старший сержант Яков Корнеев был удостоен высокого звания Героя Советского Союза с вручением ордена Ленина и медали «Золотая Звезда».
После окончания войны Корнеев был демобилизован. Проживал на родине, работал на мельнице. Скоропостижно скончался 13 февраля 1952 года. Похоронен на Аллее славы в городе Нижний Ломов Пензенской области.
Был также награждён орденом Красной Звезды и рядом медалей.

## Память
- В городе Нижний Ломов Пензенской области, на Аллее славы герою установлена памятная доска.

- Могила Корнеева Якова Фёдоровича на Аллее славы в городе Нижний Ломов Пензенской области